# 52 Europa
För andra betydelser, se Europa (olika betydelser).
52 Europa eller 1948 LA är en asteroid upptäckt 4 februari 1858 av den tyske astronomen H. Goldschmidt i Paris. Asteroiden har fått sitt namn efter Europa inom grekisk mytologi där hon var älskarinna till Zeus och Kretas drottning.
Europa är en av de största asteroiderna, den sjätte i volym och den sjunde i massa. Asteroiden innehåller 2 % av allt material í asteroidbältet. Det har varit svårt att utifrån ljuskurvestudier bestämma rotationstiden. De mest detaljerade studierna ger två alternativa riktningar för vart polen är riktad: (β, λ) = (70°, 55°) or (40°, 255°) i ekliptiska koordinater. Detta ger att axeln lutar 14 el 54 grader.